# Mikal
Mikal (hebr. מיכל; skrócona forma imienia Michael − kto jest jak Bóg) − córka Saula, króla Izraela, pierwsza żona króla Dawida. Zapis historii Mikal przekazują biblijne Księgi Samuela. 
Była drugą córką Saula. Władca zazdrościł rosnącej popularności Dawidowi, który prowadził dla niego kampanie wojenne. Aby mieć na niego wpływ i łatwiej wydać w ręce Filistynów, postanowił wprowadzić go do swojej rodziny. Jako okup Dawid miał dostarczyć królowi sto napletków zdobytych na Filistynach – przyniósł ich dwieście i został zięciem Saula.
Mikal uratowała Dawida maskując jego ucieczkę, gdy Saul chciał go zabić − ostrzegła męża, a gdy ten uciekł przez okno, umieściła w jego łóżku figurkę bożka domowego − terafim. Przed ojcem udała, że Dawid ją zastraszył. 

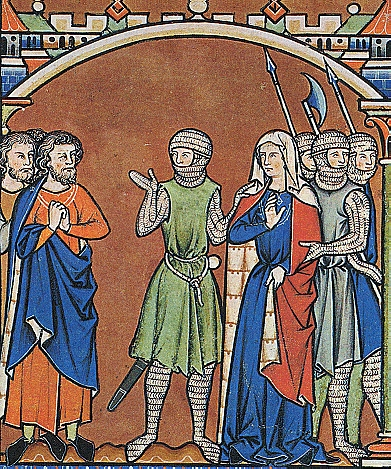
Abner, sługa Dawida odbiera Mikal Paltiemu (il. z Biblii Maciejowskiego)

Po ucieczce Dawida, Saul dał ją ponownie za żonę Paltiemu, synowi Laisza z Gallim. Dawid odzyskał ją, mimo sprzeciwu drugiego męża, po śmierci Saula, gdy negocjował z Iszbaalem, synem Saula. 
Gdy Dawid odzyskał Arkę Przymierza i tańczył przed nią, Mikal uznała to za niestosowne, gdyż taniec w krótkim efodzie (formie spódniczki) oznaczał obnażenie się przed poddanymi. Za swoją uwagę Mikal została, według relacji biblijnej, ukarana niepłodnością i umarła bezdzietnie.